# 5164 Mullo
5164 Mullo è un asteroide della fascia principale. Scoperto nel 1984, presenta un'orbita caratterizzata da un semiasse maggiore pari a 3,6505385 UA e da un'eccentricità di 0,5051823, inclinata di 19,82621° rispetto all'eclittica.
L'asteroide è dedicato all'omonimia divinità gallo-romana assimilata a Marte.